# Nhật Kim Anh
Đỗ Thị Kim Huê (sinh ngày 15 tháng 8 năm 1985), thường được biết đến với nghệ danh Nhật Kim Anh, là một nữ ca sĩ kiêm diễn viên người Việt Nam.

## Tiểu sử và sự nghiệp
Năm 1992, gia đình Nhật Kim Anh chuyển từ Thanh Hóa vào Vũng Tàu để làm ăn nhưng trên đường đi đã bị cướp sạch tài sản. Một năm sau ba cô mất. Năm 13 tuổi Kim Anh chuyển lên Sài Gòn làm người giúp việc và được giáo viên thanh nhạc Đỗ Anh đào tạo âm nhạc từ đó. Năm 16 tuổi cô đã bắt đầu đi hát tại những tụ điểm âm nhạc trong thành phố.
Cô dần dần trở thành ca sĩ nổi tiếng có nhiều bài hát được khán giả yêu thích. Cô còn được mời tham gia nhiều bộ phim truyền hình và đã thể hiện tốt khả năng diễn xuất của mình qua từng vai diễn. Sở hữu nhiều ca khúc nhạc phim của những bộ phim mà cô đóng vai chính và điều này làm cho khán giả yêu phim của cô, yêu luôn ca khúc cô trình bày trong phim.
Sau một năm tạm gác lại các hoạt động nghệ thuật để chăm lo gia đình, khán giả vẫn yêu thích và tải nhạc của Kim Anh với 1,487,218 lượt tải giúp cô lần thứ hai nhận được giải thưởng POPS Awards – Nghệ sĩ có bài hát được tải nhiều nhất cho bài hát "Thà người đừng hứa".
Nhật Kim Anh còn là ban giám khảo của nhiều cuộc thi như Hoa hậu Môi trường Việt Nam, Sao nối ngôi, Sàn chiến giọng hát, Chinh phục thần tượng, Đấu trường toàn năng,... Đặc biệt, cô cũng là nữ giám khảo trẻ nhất tại Liên hoan phim Việt Nam lần thứ 20, đồng thời là nữ diễn viên đầu tiên và duy nhất của Việt Nam tại Liên hoan phim Quốc tế Việt Nam 2010.

## Đời tư
Nhật Kim Anh kể rằng cuộc đời cô gặp khá nhiều trắc trở, cay đắng từ nhỏ. Cuộc tình đầu tiên của cô kéo dài ba năm, câu chuyện tình đã ám ảnh cô và đi vào những tác phẩm âm nhạc trong hai album của cô. Cô từng tự tử ba lần, hai lần đầu định nhảy cầu nhưng bị phát hiện, lần thứ ba đã gần thành công khi khóa cửa trong phòng một mình rồi dùng dao lam cắt tay, tuy nhiên người giúp việc đã nhìn thấy và đưa cô đi cấp cứu kịp thời.
Cuối năm 2014, cô kết hôn với một nhân viên ngân hàng tên Bửu Lộc và có một đứa con trai (tên khai sinh là Bửu Long, tên ở nhà là Ku Tin). Sau một khoảng thời gian chung sống, đến năm 2019, Kim Anh chính thức xác nhận đã ly hôn với Bửu Lộc.
Năm 2024, cô mang bầu đứa con thứ hai bằng phương pháp thụ tinh trong ống nghiệm. Ngày 17 tháng 1 năm 2025, cô hạ sinh đứa con gái (tên ở nhà là Julia).

## Album
- (2007) (Vol 1) (CD,VCD) Chuyện tình nàng KA
- (2008) (Vol 2) (CD,VCD) Lâu đài cát
- Album Tết: Xuân nàng KA
- (2009) (Vol 3) (CD,DVD) Ngôi sao xanh
- (2010) (Vol 4) (CD,DVD) Nắng lạ
- (2011) (Vol 5) (DVD) Tiếng vĩ cầm
- (2012) (Vol 6) (Online) Yêu thật khó
- (2013) (Vol 7) (CD,DVD) Trả lại anh[15]
- Album dân ca: Cha chồng nàng dâu

## Ca khúc thể hiện thành công
- "Chuyện tình nàng KA"
- "Thần thoại" (với Bằng Cường)
- "Lời yêu" (với Bằng Cường)
- "Cô nàng hay ghen" (với Bằng Cường)
- "Lâu đài cát"
- "Thua một tình yêu"
- "Khi hạt mưa rơi"
- "Lỗi lầm tình yêu"
- "Buông tay"
- "Tiếng vĩ cầm"
- "Mưa đã tạnh"
- "Món quà cuối"
- "Kết thúc"
- "Yêu thật khó"
- "Giữ đúng lời hứa"
- "Giá mình là người lạ" (với Hồ Quang Hiếu)
- "Thà người đừng hứa"
- "Thương chị tôi"
- "Con ghẻ"
- "Có lẽ đã hết"
- "Cha chồng nàng dâu"
- ''Hoa trôi giữa dòng''
- "Mình nghèo thì đâu có sai"

## Danh sách phim

### Truyền hình
| Năm  | Tựa phim                 | Vai diễn               | Đạo diễn                                      | Kênh       | Nguồn         |
| ---- | ------------------------ | ---------------------- | --------------------------------------------- | ---------- | ------------- |
| 2004 | Lời thề đất mũi          | Tư Nhị                 | Trần Văn Hưng                                 | VTV1       |               |
| 2005 | Một cơn mê               | Mận                    | Lê Dân                                        | HTV7       |               |
| 2006 | 39 độ yêu                | Liên                   | Nguyễn Phan Thanh Bình                        | HTV9       |               |
| 2007 | Những chiếc lá thời gian | Lệ Chi                 | Lê Cung Bắc, Bùi Quang Đạt                    | BTV        | phim video    |
| 2007 | Nữ bác sĩ                | Nữ hộ sinh Kim Khuê    | Song Chi                                      | HTV9       |               |
| 2009 | Bão yêu thương           | Khánh                  | Lý Khắc Lynh                                  | THVL1      |               |
| 2009 | Trang tỷ phú             | Xuân                   | Đinh Đức Liêm                                 | HTV9       |               |
| 2010 | Tha thứ cho anh          | Lam                    | Phạm Nhuệ Giang                               | HTV7       |               |
| 2010 | Mày râu làm vợ           | Vân Lam                | Nguyễn Mạnh Hà                                | HTV9       |               |
| 2010 | Cuộc chiến hoa hồng 2    | Hà Hương               | Nguyễn Mạnh Hà                                | SCTV14     |               |
| 2011 | Về đất Thăng Long        | Thiên Hương            | Trần Ngọc Phong - Đinh Thái Thụy - Lê Chí Bửu | HTV9       |               |
| 2011 | Đôi mắt ân tình          | Xuân Khánh             | Xuân Cường / Quốc Hùng                        | THVL1      |               |
| 2011 | Gieo gió                 | Hà Linh                | Trần Hà Sơn                                   | HTV7       |               |
| 2011 | Dương cầm                | Hướng Dương            | Xuân Cường                                    | VTV9       |               |
| 2012 | Vực thẳm tình yêu        | Tuyết Anh /Đan Như     | Bùi Ngọc Nam Phương                           | THVL1      |               |
| 2012 | Vòng xoáy bạc            | Nguyệt Hồng            | Đặng Tất Bình / Nguyễn Hoài Thu               | VTV9       |               |
| 2012 | Khoảnh khắc tình cờ      | Uyên                   | Nguyễn Mạnh Hà                                | VTV9       |               |
| 2013 | Tìm chồng cho vợ tôi     | Thảo                   | Võ Việt Hùng                                  | SCTV14     |               |
| 2013 | Lệch pha                 | Nhí                    | Xuân Cường                                    | Let's Viet |               |
| 2014 | Lời sám hối              | Lệ Hằng                | Bùi Ngọc Nam Phương                           | THVL1      |               |
| 2014 | Độc thân tuổi 30         | Hoàng Yến              | Xuân Cường                                    | TodayTV    |               |
| 2014 | Tôi yêu cô đơn           | Thu Sương              | Nguyễn Minh Cao                               | Let’s Viet |               |
| 2015 | Giọt lệ bên sông         | Mỹ Lan / Tuyết         | Hoàng Tuấn Cường                              | THVL1      |               |
| 2016 | Song sinh bí ẩn          | Ánh Dương / Ánh Nguyệt | Trương Dũng                                   | THVL1      |               |
| 2018 | Con gái bố già           | Kim Cương              | Nguyễn Phương Điền                            | THVL1      |               |
| 2019 | Tiếng sét trong mưa      | Thị Bình               | Nguyễn Phương Điền                            | THVL1      |               |
| 2020 | Vua bánh mì              | Bà Dung                | Nguyễn Phương Điền                            | THVL1      |               |
| 2021 | Một đám cưới ba nàng dâu | Thơ                    | Hồ Ngọc Xum                                   | THVL1      |               |
| 2021 | Lưới trời                | Hạnh                   | Nguyễn Phương Điền                            | THVL1      |               |
| 2024 | Dưới bóng con hầu        | Ka / Thơm              | Nguyễn Anh Tuấn                               | Yeah1      | [ 16 ] [ 17 ] |

### Phim điện ảnh
| Năm  | Tựa phim                  | Vai diễn               | Đạo diễn            | Nguồn  |
| ---- | ------------------------- | ---------------------- | ------------------- | ------ |
| 2007 | Mười                      | Cô gái trong đoạn phim | Kim Tae-kyeong      |        |
| 2010 | Long thành cầm giả ca     | Cầm / Gái              | Đào Bá Sơn          |        |
| 2014 | Bí mật lại bị mất         | Mỹ Anh                 | Lý Hải - Nhật Cường | [ 18 ] |
| 2018 | Cạm bẫy – Hơi thở của quỷ | Hoa / Chi              | Nguyễn Quang Tuyến  |        |
| 2023 | Vong nhi                  | Phương                 | Hoàng Tuấn Cường    |        |

### Phim Web Drama
| Năm  | Tựa phim         | Vai diễn       | Đạo diễn         | Nguồn  |
| ---- | ---------------- | -------------- | ---------------- | ------ |
| 2020 | Bác sĩ Kim       | Bác sĩ Kim     | Đào Quang Nguyễn | [ 19 ] |
| 2023 | Việt Kiều về quê | Laura - bé Quê |                  | [ 20 ] |

## Danh sách kịch
- Tham sang phụ khó - Giáng Vân
- Ban Mai về đâu? - Ban Mai
- Nữ vương tuyển nam hậu - Nữ vương
- Trà Hoa Nữ - Kiền Loan

## Chương trình truyền hình
- 2!Idol - Khách mời
- Sao hoả sao kim - Khách mời
- Ký ức vui vẻ - Khách mời
- Nói đi ngại chi - Khách mời
- Đời nghệ sĩ - Khách mời
- Diêm Vương xử án - Diễn viên
- Kỳ tài thách đấu - Diễn viên
- Ơn giời, cậu đây rồi! - Diễn viên
- Giọng ải giọng ai - Ca sĩ
- Lạ lắm à nha - Ca sĩ
- Đời nghệ sĩ - Ca sĩ
- Người bí ẩn - Giám khảo
- Sàn chiến giọng hát - Giám khảo
- Biến hoá bất ngờ - Giám khảo
- Sao nối ngôi - Giám khảo
- Biệt đội tài năng - Giám khảo
- Chinh phục thần tượng - Giám khảo
- Đấu trường âm nhạc - Giám khảo
- Đấu trường toàn năng - Giám khảo
- Hoa hậu và Nam vương sắc đẹp toàn cầu Châu Á - Giám khảo
- Hoa hậu Môi trường Việt Nam (Miss Eco) -  Giám khảo

## Giải thưởng
| Năm  | Giải thưởng                                                     | Tác phẩm              | Hạng mục                                                    | Kết quả   | Nguồn         |
| ---- | --------------------------------------------------------------- | --------------------- | ----------------------------------------------------------- | --------- | ------------- |
| 2008 | POPS Awards                                                     | Album Lâu Đài Cát     | Top 5 album vàng của tháng                                  | Đoạt giải |               |
| 2010 | LHP Quốc Tế Việt Nam Lần Thứ I                                  | Long thành cầm giả ca | Nữ diễn viên xuất sắc nhất                                  | Đoạt giải | [ 21 ]        |
| 2010 | Giải Cánh diều 2010                                             | Long thành cầm giả ca | Diễn viên nữ chính phim truyện nhựa                         | Đề cử     | [ 22 ] [ 23 ] |
| 2011 | Giải Mai Vàng                                                   | Gieo gió              | Nữ diễn viên phim truyền hình được yêu thích nhất           | Đoạt giải |               |
| 2012 | HTV Awards                                                      | Gieo gió              | Nữ diễn viên chính được yêu thích nhất                      | Đoạt giải |               |
| 2013 | Hội Xuân Văn Nghệ sĩ & Dạ Tiệc Mai Vàng                         |                       | Top 5 nữ diễn viên điện ảnh/truyền hình được yêu thích nhất | Đoạt giải |               |
| 2014 | Giải Thưởng Ngôi Sao Xanh                                       | Độc thân tuổi 30      | Nữ diễn viên chính được yêu thích nhất                      | Đoạt giải |               |
| 2014 | Sao Việt Toàn Năng                                              |                       | Quán quân                                                   | Đoạt giải |               |
| 2014 | POPS Awards                                                     | Mưa đã tạnh           | Ca khúc được tải nhiều nhất                                 | Đoạt giải |               |
| 2015 | POPS Awards                                                     |                       | Nghệ sĩ có bài hát được tải nhiều nhất                      | Đoạt giải |               |
| 2019 | Men&Life Awards 2019                                            | Tiếng sét trong mưa   | Giải nữ diễn viên của năm                                   | Đoạt giải | [ 24 ]        |
| 2019 | Gala Phụ nữ quyền năng mùa II-2019                              |                       | Phụ nữ quyền năng được yêu thích nhất                       | Đoạt giải |               |
| 2019 | Mai Vàng 2019                                                   | Tiếng Sét Trong Mưa   | Nữ Diễn viên điện ảnh, truyền hình được yêu thích nhất      | Đề cử     |               |
| 2019 | Ngôi Sao Của Năm 2019                                           | Tiếng Sét Trong Mưa   | Top 5 Ngôi Sao Phim Ảnh                                     | Đề cử     |               |
| 2024 | Nhà lãnh đạo doanh nghiệp giỏi - Thương hiệu mạnh quốc gia 2024 | Laura Coffee          | Thương hiệu mạnh quốc gia                                   | Đoạt giải | [ 25 ]        |
| 2024 | Nhà lãnh đạo doanh nghiệp giỏi - Thương hiệu mạnh quốc gia 2024 |                       | Nhà lãnh đạo doanh nghiệp giỏi                              | Đoạt giải | [ 26 ]        |